# Иваньково (Кимовский район)
Иваньково — село в Кимовском районе Тульской области России.
В рамках административно-территориального устройства входит в Пронский сельский округ Кимовского района, в рамках организации местного самоуправления входит в сельское поселение Новольвовское.

## География
Расположено в 8 км к северо-западу от железнодорожной станции города Кимовска.

## Население
| 2002 | 2010 |
| ---- | ---- |
| 266  | ↘212 |

Население — 212 чел. (2010). 